# کازیمیرو دو اولیویرا
آنتونیو کازیمیرو پینتو دو اولیویرا (پرتغالی: Antonio Casimiro Pinto de Oliveira؛ زادهٔ ۸ سپتامبر ۱۹۰۷ در پورتو، درگذشتهٔ ۲۲ نوامبر ۱۹۷۰ در پورتو) رانندهٔ مسابقات اتومبیل‌رانی فرمول یک اهل پرتغال بود که در فصل ۱۹۵۸ در مجموع در یک گراند پری شرکت کرد، اما موفق به کسب هیچ امتیازی نشد.
اولیویرا در ۲۲ نوامبر ۱۹۷۰ در پورتو درگذشت.